# 카렌 울렌벡
카렌 케스쿨라 울렌벡(Karen Keskulla Uhlenbeck, 1942년 8월 24일 ~ )은 미국의 수학자로 현대 기하 해석학의 창시자 중 한 명이다. 그녀는 오스틴 텍사스 대학교의 수학과 명예 교수이며, 그곳에서 시드 W. 리처드선 재단(Sid W. Richardson Foundation)의 이사장을 역임했다. 현재는 프린스턴 고등연구소의 저명한 객원 교수이자 프린스턴 대학교의 객원 선임 연구원이다.
울렌벡은 2007년에 미국 철학회에 선출되었다. 그녀는 2019년 "기하 편미분 방정식, 게이지 이론 및 적분가능 계에 대한 선구적인 업적과 해석학, 기하학 및 수리 물리학에서 그녀 연구의 근본적인 영향"을 업적으로 아벨상을 수상했다. 그는 이 상이 2003년 시작된 이래로 현재까지 유일한 여성 수상자이며, 이 상금의 절반을 수학 연구분야에서 여성의 참여를 촉진하는 단체에 기부했다.

## 생애와 경력
울렌벡은 오하이오 주 클리블랜드에서 엔지니어인 아놀드 케스쿨라와 학교 교사이자 예술가인 캘롤린 윈들러 케스쿨라 사이에서 태어났고, 어렸을 때 가족이 뉴저지로 이사했다. 올렌벡의 결혼 전 이름인 케스쿨라는 에스토니아인인 그녀의 할아버지 Keskküla로부터 유래했다. 울렌벡은 미시간 대학교에서 학사 학위 (1964)를 받았고, 뉴욕 대학교의 쿠란트 수리 과학 연구소에서 대학원 과정을 시작했으며 1965년 생물 물리학자 올케 C. 울렌벡 (물리학자 조지 울렌벡의 아들)과 결혼했다. 남편이 하버드에 갔을 때 그와 함께 이사하여 브랜다이스 대학교에서 공부를 다시 시작하여 리처드 팔레이스의 지도 아래 MA (1966)와 PhD(1968)를 받았다. 박사 학위 논문 제목은 《변분 적분과 전역 해석》(The Calculus of Variations and Global Analysis)이다.
매사추세츠 공과대학교와 버클리 캘리포니아 대학교에서 임시로 일한 후, 대학 내에서는 비록 학과과 차이가 많이 나더라도 남편과 아내를 같은 대학에서 모두 고용하는 것을 금지하는 "반족벌주의" 규칙 때문에 남편과 함께 영구적인 자리를 찾는 데 어려움을 겪다가 1971년 어바나샴페인 일리노이 대학교에서 교수가 되었다. 그러나 어바나를 싫어하여 1976년 시카고 일리노이대학교로 이사하면서 남편 올케 울렌벡과 헤어졌다. 1979년부터 1981년까지 울렌벡은 특별회원(Member at Large) 자격으로 미국 수학회의 평의회에서 재직했다. 1983년에 다시 시카고 대학교로 이직하였다. 1988년 수학자 로버트 F. 윌리엄스와 결혼하고, 시드 W. 리처드슨 재단 이사회 회장으로 오스틴의 텍사스 대학교로 옮겼다. 현재는 오스틴에 있는 텍사스 대학교의  명예교수이고, 프린스턴 고등연구소의 방문 연구원이자 프린스턴 대학교의 방문 선임 연구원이다.

## 연구
울렌벡은 미분 기하학을 이용하여 미분방정식의 해를 구하거나 그 반대의 경우에 대하여 연구하는 분야인 기하 해석학 분야의 창시자 중 한 명이다. 또한 위상 양자장론 및 적분가능 계의 연구에도 기여했다.
1980년대 초에 울렌벡은 조나선 색스(Jonathan Sacks)와 함께 조화 지도의 특이점 연구와 게이지 이론을 양-밀스-힉스 방정식에 대한 부드러운 국소 해의 존재에 대한 응용할 수 있다는 점을 발견한 규칙성 추정을 확립했다.[EMI] [MIC] [RSY] 특히, 사이먼 도널드슨은 그들의 1981년 공동 논문인 《The exist of minimum immersions of 2-spheres》[EMI]를 "변분법이 하모닉 지도 방정식에 대한 일반적인 존재 결과를 제공하기 위하여 여전히 사용될 수 있다는 것을 심층적 분석을 통하여 보여준 ... 기념비적인 논문"이라고 설명한다. 이러한 아이디어를 기반으로 울렌벡은 1983년의  《쌍곡선 3-다양체에서의 닫힌 극소 표면》(Closed minimal surfaces in hyperbolic 3-manifods)  논문에서 쌍곡선 3-다양체에서 극소 곡면의 모듈리 이론 (최소 하위 다양체 이론이라고도 함)에 대한 체계적인 연구를 시작했다. [CMS]

구체적으로 그녀의 연구는, 사이먼 도널드슨에 의한 양-밀스 기하학적 탐구에서 양-밀스 범함수(functional)와 관련된 변분 미적분학의 분석적 측면에서 기초를 이루는 것으로 설명되고 있다. 변분법 분야에 대한 그녀의 공헌에 대한 광범위한 탐구는 사이먼 도널드슨이 2019년 미국 수학회보(Notices of the American Mathematical Society)  3월호에 발표하였다. 도널드슨은 싱퉁 야우, 리처드 숀 및 기타 여러 사람과 함께 울렌벡의 작업을 다음과 같이 설명한다.
(그녀는) 단일 집합의 차원, 모노토니시티, '작은 에너지' 결과, 탄젠트 콘 등과 같은 아이디어와 그 기법에 관한 전반적인 내용을 개발하였는데, 이것들은 지난 수십 년 동안 미분 기하학의 많은 분야에 광범위한 영향을 미쳤으며 현재도 많은 연구 활동의 초점을 형성하고 있다.(developing a ...whole circle of ideas and techniques involving the dimension of singular sets, monotonicity, 'small energy' results, tangent cones, etc. [that] has had a wide-ranging impact in many branches of differential geometry over the past few decades and forms the focus of much current research activity.)

## 지원 활동
1991년 울렌벡은 허버트 클레먼스 및 댄 프리드와 함께 "더욱 광범위한 수학 직업에 걸쳐서, 복수의 병력적 커뮤니티를 위한 몰입형 교육 및 전문직 개발 기회의 제공"이라는 목적을 위한 파크 시티 수학 연구소(Park City Mathematics Institute, PCMI)를 공동 설립하였다. 울렌벡은 또한 "더 많은 여성을 수학 분야에서 모집하여 유지하려는 사명을 가지고" 프린스턴 고등연구소에 〈여성과 수학 프로그램〉을 공동 개설했다. 영국의 이론물리학자이자 작가인 짐 알칼릴리는 울렌벡을 수학 경력을 홍보하는 그녀의 업무를 위한 청소년, 특히 여성을 위한 "롤모델"로 기술하고 있다.

## 사생활
울렌벡은 자칭 "닥치는대로 읽는 독서가"이자 "닥치는대로 생각하는 사상가"로, 프린스턴 고등연구소의 책상 위에는 책 상자들이 쌓여 있다. 울렌벡은 2019년 3월 아벨상을 수상한 후 연구소 동료들에게 자발적으로 한 발언에서, 수학 분야 견습 기간 동안 눈에 띄는 여성 역할 모델이 없었기 때문에 셰프 줄리아 차일드를 대신 모방했다고 말하면서, "그녀는 어떻게 땅바닥에 있는 칠면조를 들어서 서빙하는 지를 알고 있었다"라고 하였다.

## 수상 및 영예
2019년 3월, 울렌벡은 아벨상을 수상하게 된 최초의 여성이 되었는데, 아벨상 수상위원회에서는 그 이유로 "기하 편미분 방정식, 게이지 이론 및 적분 가능계에 대한 선구적인 업적 및 이러한 업적이 해석학, 기하학 및 수리물리학에 끼친 근본적인 파급효과"를 들었다. 수상위원회 회장인 한스 문테카스는 "그녀의 이론은 더 높은 차원에서의 더욱 일반적인 최소화 문제와 같은 최소 곡면에 대한 우리의 이해를 혁명적으로 변화시켰다"라고 하였다. 그녀는 상금의 절반을 EDGE 재단(이후 카렌 EDGE 장학 프로그램을 설립함)과 프린스턴 고등연구소의 여성과 수학(Women and Mathematics, WAM) 프로그램에 기부했다.
울렌벡은 2000년에 미국 국가 과학 메달을 수상했으며, 2007년에는 "수학적 게이지 이론의 해석학적 측면에 끼친 근본적인 기여"라고 하는 연구 업적으로 미국 수학 학회의  르로이 스틸 상을 수상했는데, 이는 1982년의 논문 "Removable singularities in Yang–Mills fields"[RSY] 및 "Connections with bounds on curvature"에 기초한 것이다.[CLP] 그녀는 1983년에 맥아더 펠로우가 되었고, 1985년에 미국 예술 과학 아카데미의 펠로우가 되었다. 또한 그녀는 1986년 국립 과학 아카데미의 회원으로 선출되었다. 그녀는 2001년에 구겐하임 펠로우가 되었고, 2008년에는 런던 수학 학회 명예 회원, 2012년에는 미국 수학회의 펠로우가 되었다.
수학분야의 여성을 위한 협회(Association for Women in Mathematics)에서는, "현대 기하학 분석에 대한 그녀의 획기적이고 심오한 공헌, 그녀가 입학했을 때 여성이 직면한 상당한 어려움에도 불구하고 우리 시대의 가장 위대한 수학자 중 한 사람으로서 경력을 쌓은 점, 이러한 도전을 헤쳐나가는 그녀의 경험을 사용하여 미래 세대의 여성을 위한 프로그램을 만들고 유지한 점, 및 일생 동안 차별을 타파한 점, 그리고 아벨상을 수상한 최초의 여성이 된 점"을 들어, 2020년 AWM 펠로우 클래스에 그녀를 선정하였다.
그녀는 1988년 여성 수학회의 뇌터 강사였다. 1990년에 그녀는 세계 수학자 대회의 전체 세션 강연자였는데, 이러한 강연을 한 여성은 에미 뇌터 이후 2번째에 불과하다.
그녀의 다른 상으로는 미시건 대학교 금년의 동문(1984), 시그마 카이 과학기술 영연방 상(1995),이 있고, 그에게 명예박사학위를 수여한 학교로는 어바나샴페인 일리노이 대학교(2000) 오하이오 주립대학교 (2001), 미시간 대학교(2004), 하버드 대학교(2007), 프린스턴 대학교(2012)가 있다.

## 간행물 일부

### 서적
| I4M. | Freed, Daniel S.; Uhlenbeck, Karen K. (1984). 《Instantons and Four-Manifolds》. Mathematical Sciences Research Institute Publications 1. Springer-Verlag, New York. doi:10.1007/978-1-4684-0258-2. ISBN 0-387-96036-8. 2nd ed., 1991. Translated into Russian by Yu. P. Solovyev, Mir, 1988. |

### 연구 논문 기사
| RNL. | Uhlenbeck, Karen (1977). “Regularity for a class of non-linear elliptic systems” (PDF). 《Acta Mathematica》 138 (3–4): 219–240. doi:10.1007/bf02392316. MR 0474389. S2CID 11166753. |

| EMI. | Sacks, Jonathan; Uhlenbeck, Karen (1981). “The existence of minimal immersions of 2-spheres” (PDF). 《Annals of Mathematics》. Second Series 113 (1): 1–24. doi:10.2307/1971131. JSTOR 1971131. MR 604040. |

| MIC. | Sacks, J.; Uhlenbeck, K. (1982). “Minimal immersions of closed Riemann surfaces” (PDF). 《Transactions of the American Mathematical Society》 271 (2): 639–652. doi:10.1090/s0002-9947-1982-0654854-8. JSTOR 1998902. MR 654854. 2017년 8월 27일에 원본 문서 (PDF)에서 보존된 문서. |

| RSY. | Uhlenbeck, Karen K. (1982). “Removable singularities in Yang–Mills fields”. 《Communications in Mathematical Physics》 83 (1): 11–29. Bibcode:1982CMaPh..83...11U. doi:10.1007/bf01947068. MR 648355. S2CID 122376700. Announced in the Bulletin of the American Mathematical Society 1 (3): 579–581, MR0526970 |

| CLP. | Uhlenbeck, Karen K. (1982). “Connections with Lp bounds on curvature”. 《Communications in Mathematical Physics》 83 (1): 31–42. Bibcode:1982CMaPh..83...31U. doi:10.1007/bf01947069. MR 648356. S2CID 124912932. |

| RHM. | Schoen, Richard; Uhlenbeck, Karen (1982). “A regularity theory for harmonic maps”. 《Journal of Differential Geometry》 17 (2): 307–335. doi:10.4310/jdg/1214436923. MR 664498. |

| CMS. | Uhlenbeck, Karen K. (1983). 〈Closed minimal surfaces in hyperbolic 3-manifolds〉. Bombieri, Enrico. 《Seminar on Minimal Submanifolds》. Annals of Mathematics Studies 103. Princeton University Press. 147–168쪽. ISBN 9780691083247. JSTOR j.ctt1b7x7tv.10. MR 795233. |

| EHY. | Uhlenbeck, Karen; Yau, Shing-Tung (1986). “On the existence of Hermitian-Yang-Mills connections in stable vector bundles”. 《Communications on Pure and Applied Mathematics (Suppl.: Frontiers of the Mathematical Sciences, New York, 1985)》 39: S257–S293. doi:10.1002/cpa.3160390714. MR 861491. |

| HML. | Uhlenbeck, Karen (1989). “Harmonic maps into Lie groups: classical solutions of the chiral model”. 《Journal of Differential Geometry》 30 (1): 1–50. doi:10.4310/jdg/1214443286. MR 1001271. |

| HMY. | Uhlenbeck, Karen (1992). “On the connection between harmonic maps and the self-dual Yang-Mills and the sine-Gordon equations”. 《Journal of Geometry and Physics》 8 (1–4): 283–316. Bibcode:1992JGP.....8..283U. doi:10.1016/0393-0440(92)90053-4. MR 1165884. |

## 추가 자료
- “Complete Bibliography”. 《Celebratio Mathematica》.
- Clifford Henry Taubes (2018). “Karen Uhlenbeck's contributions to gauge theoretic analysis”. 《Celebratio Mathematica》.
- Allyn Jackson (2018). “Interview with Karen Uhlenbeck”. 《Celebratio Mathematica》.
- Karen Uhlenbeck (1996). “Coming to grips with success: a profile of Karen Uhlenbeck”. 《Celebratio Mathematica》.
- Lee Katterman (1999). “Michigan Great Karen K. Uhlenbeck: Pioneer in mathematical analysis — and for women mathematicians”. 《Celebratio Mathematica》.
- Claudia Henrion (1997). “A profile of Karen Uhlenbeck”. 《Celebratio Mathematica》.
- UT News, The University of Texas, Austin (2000). “UT Austin mathematics professor wins National Medal of Science”. 《Celebratio Mathematica》.